# Anolis baleatus
Espèce
Synonymes
- Eupristis baleatus Cope, 1864
- Xiphosurus baleatus (Cope, 1864)
- Xiphosurus baleatus baleatus (Cope, 1864)
- Xiphosurus baleatus caeruleolatus Schwartz, 1974
- Xiphosurus baleatus fraudator Schwartz, 1974
- Xiphosurus baleatus litorisilva Schwartz, 1974
- Xiphosurus baleatus multistruppus Schwartz, 1974
- Xiphosurus baleatus samanae Schwartz, 1974
- Xiphosurus baleatus scelestus Schwartz, 1974
- Xiphosurus baleatus sublimis Schwartz, 1974
- Xiphosurus baleatus altager Schwartz, 1975
- Xiphosurus baleatus lineatacervix Schwartz, 1978

Anolis baleatus est une espèce de sauriens de la famille des Dactyloidae. 

## Répartition
Cette espèce est endémique de République dominicaine.
Elle a été introduite au Suriname.

## Description
Les mâles mesurent jusqu'à 180 mm et les femelles jusqu'à 148 mm.

## Liste des sous-espèces
Selon The Reptile Database (13 janvier 2013) :
- Anolis baleatus altager (Schwartz, 1975)
- Anolis baleatus baleatus (Cope, 1864)
- Anolis baleatus caeruleolatus (Schwartz, 1974)
- Anolis baleatus fraudator (Schwartz, 1974)
- Anolis baleatus lineatacervix (Schwartz, 1978)
- Anolis baleatus litorisilva (Schwartz, 1974)
- Anolis baleatus multistruppus (Schwartz, 1974)
- Anolis baleatus samanae (Schwartz, 1974)
- Anolis baleatus scelestus (Schwartz, 1974)
- Anolis baleatus sublimis (Schwartz, 1974)

## Publications originales
- Cope, 1864 : Contributions to the herpetology of tropical America. Proceedings of the Academy of Natural Sciences of Philadelphia, vol. 16, p. 166-181 (texte intégral).
- Schwartz, 1974 : An analysis of variation in the hispauiolan giant anole, Anolis ricordi Dumeril and Bibron. Bulletin of The Museum of Comparative Zoology, vol. 146, no 2, p. 89-146 (texte intégral).
- Schwartz, 1975 : A new subspecies of Anolis baleatus Cope (Sauria: Iguanidae) from the Republica Dominicana. Florida Scientist, vol. 38, no 1, p. 30-35 (texte intégral).
- Schwartz, 1978 : A new subspecies of Anolis baleatus (Sauria: Iguanidae) from Isla Saona, República Dominicana. Florida Scientist, vol. 40, no 4, p. 401-405.